# Rico Nasty
Maria-Cecilia Simone Kelly, född 7 maj 1997, mer känd under artistnamnet Rico Nasty är en amerikansk rappare. Hennes stil har kallats metal trap och punk rap .  Nasty började sin karriär med att skriva och producera egna låtar som hon la ut på Soundcloud. 2018 slog hon igenom stort med singlarna "Smack A Bitch", 
"Poppin" och "Key Lime OG". Hennes första album Nightmare Vacation släpptes 2020.

## Diskografi

### Album
- Nightmare vacation

### Mixtapes
- Summer's eve (2014)
- The Rico Story (2016)
- Sugar trap (2016)
- Tales of Tacobella (2017)
- Sugar trap 2 (2013)
- Nasty  (2018)
- Anger management (2019)[6]